# Mikhail Bariban
Mikhail Bariban, né le 25 février 1949 à Krasnodar et mort le 8 août 2016, est un triple-sauteur soviétique .

## Biographie
Il dispute le concours de triple saut des Jeux olympiques d'été de 1972 à Munich, terminant au 9e rang.
Il est médaillé de bronze aux Championnats d'Europe d'athlétisme en salle 1973 à Rotterdam, médaillé d'or à l'Universiade d'été de 1973 à Moscou et médaillé d'argent aux Championnats d'Europe d'athlétisme en salle 1974 à Göteborg.